# Dicamptus atratus
Dicamptus atratus là một loài tò vò trong họ Ichneumonidae.